# Atolls
Die Atolls GmbH (ehemals Global Savings Group GmbH) ist ein Unternehmen, das zahlreiche Internetportale in den Bereichen Social Commerce und Affiliate Marketing betreibt. Teil von Atolls sind unter anderem mydealz, Shoop und der Dienst Cuponation, der Rabattportale für Verlage betreibt.
Im Jahr 2021 erwirtschaftete das Unternehmen 153,16 Millionen Euro Umsatz. Der Hauptsitz von Atolls befindet sich in München.

## Geschichte
Das Unternehmen wurde 2012 als Cuponation GmbH von Adrian Renner, Andreas Fruth und Gerhard Trautmann unter Beteiligung von Rocket Internet gegründet. Die Gründer hatten vorher bereits an ihrem gemeinsamen Projekt Dropgifts zusammengearbeitet.  2015 investierten Rocket Internet und HV Capital (ehemals Holtzbrinck Ventures) 10 Millionen Euro in Cuponation. 2016 erfolgte die Umbenennung zu Global Savings Group. 2019 erwarb das Unternehmen die Browsererweiterung Pouch und die dahinterstehende Firma in Großbritannien für einen siebenstelligen Betrag in US-Dollar. Im selben Jahr investierten Rocket Internet, HV Capital, Deutsche Telekom Capital Partners und RTP Global weitere 12 Millionen Euro. Im Jahr 2020 übernahm GSG das französische Cashback-Portal iGraal für 123,5 Millionen Euro. 2021 folgte der Kauf von Shoop, einer deutschen Cashback-Plattform mit Sitz in Berlin für 32,3 Mio. Euro. Im Oktober 2022 übernahm GSG die US-amerikanische Gutscheinplattform Coupons.com. Darauf folgte im Dezember 2022 die Übernahme der Portale der Pepper.com-Gruppe (darunter Mydealz) durch GSG, wobei infolgedessen der Mydealz-Gründer Fabian Spielberger zweitgrößter Gesellschafter der Global Savings Group wurde. Im September 2024 erfolgte die Umbenennung in Atolls GmbH.

## Unternehmensstruktur
Die Atolls GmbH dient innerhalb der Unternehmensgruppe als Muttergesellschaft. Nachfolgend aufgelistet sind wesentliche Tochterunternehmen und die dazugehörigen Internetportale oder Dienste.
| Name der Gesellschaft                                        | Sitz                           | Betriebene Plattformen / Dienste |
| ------------------------------------------------------------ | ------------------------------ | --- |
| Cuponation GmbH                                              | München, Deutschland           | Cuponation.de |
| Shoop Germany GmbH                                           | Berlin, Deutschland            | Shoop.de |
| Social Shopping Group GmbH, 6Minutes Media GmbH              | Berlin, Deutschland            | Chollometro.com, Dealabs.com, Desidime.com, Hotukdeals.com, Mydealz.de, Pelando.com.br, Pepper.com, Pepper.it, Pepper.pl, Pepper.ru, Preisjaeger.at, Promosdescuentos.com |
| Igraal SAS                                                   | Paris, Frankreich              | Igraal.com |
| Global Savings Group France SAS                              | Paris, Frankreich              | Cuponation.fr |
| Global Savings Group Poland Sp. z o.o.                       | Warschau, Polen                | Cuponation.pl |
| Promotrend do Brasil Servicos de Marketing e Divulgacao LTDA | Sao Paulo, Brasilien           | Cuponation.com.br |
| Honeycomb eServices Private Limited                          | Bangalore, Indien              | |
| Cuponation, S.L.U.                                           | Madrid, Spanien                | Cuponation.es |
| Imbull B.V.                                                  | Amsterdam, Niederlande         | Flipit.com, Kortingscode.nl |
| Global Savings Group Limited                                 | London, Vereinigtes Königreich | Cuponation.co.uk |
| Global Savings Group SG Malaysia SDN BHD                     | Kuala Lumpur, Malaysia         | Cuponation.co.id, Cuponation.com.my |
| GSG North America LLC                                        | Atlanta, Vereinigte Staaten    | Coupons.com |

## Gesellschafter
| Name der Gesellschaft | Investor                                                            | Beteiligung in % |
| --- | ------------------------------------------------------------------- | ---------------- |
| M6 Digital Services SAS | Groupe M6 (Hauptaktionäre RTL Group und CMA CGM)                    | 31,388           |
| 164 Capital GmbH | Fabian Spielberger, Gründer von Mydealz und Mitgründer von Shoop.de | 24,9332          |
| HV Capital COCO Growth Fund GmbH & Co. geschlossene Investment KG                                                                                       | HV Capital (ehemals Holtzbrinck Ventures)                           | 17,5865          |
| Lauderdale GmbH & Co. KG | Deutsche Telekom Capital Partners                                   | 6,5012           |
| RTP Capital Limited, Zypern | RTP Global, Leonid Boguslavsky                                      | 5,0502           |
| Rocket Internet SE | Rocket Internet                                                     | 4,811            |
| Rocket Internet Capital Partners SCS, Luxemburg | Rocket Internet                                                     | 3,7977           |
| Rocket Internet Capital Partners (Euro) SCS | Rocket Internet                                                     | 2,1832           |
| GenGlobal Concur LLC, USA | General Global Capital                                              | 1,5809           |
| J. B. V. Vroom Holding B. V., Niederlande |                                                                     | 0,8515           |
| Adrian Renner, Andreas Fruth, Bambino 53. VV GmbH, Draram VV UG (haftungsbeschränkt), FSG2005 UG (haftungsbeschränkt), Gerhard Trautmann, GSG Team GmbH | Geschäftsführer und Gründer mit eigenen Unternehmen                 | 1,0519           |

Stand: 24. Oktober 2023